# Estádio Centro Olímpico de Tianjin
O Estádio Centro Olímpico de Tianjin é um estádio de futebol localizado na cidade de Tianjin, leste da China. Sua construção foi de agosto de 2003 a agosto de 2007.
O estádio sediou jogos da Copa do Mundo de Futebol Feminino de 2007, e partidas da primeira fase dos torneios de futebol nos Jogos Olímpicos de Verão de 2008. A área total do estádio é de 78 000 m², e ele tem capacidade para 54 696 pessoas. É chamado de Gota d'água, pois seu desenho foi feito de modo a se parecer com uma. 